# Ae! group
Ae! group（／），日本星達拓娛樂旗下的五人男子偶像團體，2019年2月18日，在Johnny's web和Johnny's net上宣布結成。傑尼斯事務所前社長以「你們是很棒的團體（關西方言）」命名。同年3月關西Jr.公演「SPRING SPECIAL SHOW 2019」首次在粉絲面前表演亮相。團員以多數決的方式決定小島健為隊長。2023年12月30日，福本大晴因違反規定而被事務所解除合約。2024年3月16日宣布於5月15日正式發行CD「《A》BEGINNING」出道。唱片公司隸屬於日本環球音樂。

## 團體成員
| 成員名             | 成員名                   | 成員名               | 出生日期       | 入社日期      | 血型     | 出生地   | 代表色   | 樂器                 | 備註                 |
| 姓名               | 日文原文                 | 羅馬拼音             | 出生日期       | 入社日期      | 血型     | 出生地   | 代表色   | 樂器                 | 備註                 |
| 現有成員           | 現有成員                 | 現有成員             | 現有成員       | 現有成員      | 現有成員 | 現有成員 | 現有成員 | 現有成員             | 現有成員             |
| ------------------ | ------------------------ | -------------------- | -------------- | ------------- | -------- | -------- | -------- | -------------------- | -------------------- |
| 末澤誠也           | すえざわ せいや          | Suezawa Seiya        | 1994年8月24日  | 2009年4月3日  | O型      | 兵庫縣   | ▉        | 主唱、吉他、藍調口琴 |                      |
| 草間リチャード敬太 | くさま りちゃーど けいた | Kusama Richard Keita | 1996年1月11日  | 2009年2月13日 | B型      | 京都府   | ▉        | 薩克斯風、貝斯       |                      |
| 正門良規           | まさかど よしのり        | Masakado Yoshinori   | 1996年11月28日 | 2011年4月3日  | AB型     | 大阪府   | ▉        | 吉他                 |                      |
| 小島健             | こじま けん              | Kojima Ken           | 1999年6月25日  | 2012年7月14日 | B型      | 大阪府   | ▉        | 電子琴               | 隊長                 |
| 佐野晶哉           | さの まさや              | Sano Masaya          | 2002年3月13日  | 2016年8月2日  | B型      | 兵庫縣   | ▉        | 爵士鼓               |                      |
| 過去成員           |                          |                      |                |               |          |          |          |                      |                      |
| 福本大晴           | ふくもと たいせい        | Fukumoto Taisei      | 1999年10月16日 | 2011年4月3日  | O型      | 大阪府   | ▉        | 貝斯                 | 2023年12月30日退出。 |

## 音樂作品

### 單曲
| # | 發售日        | 名稱           | Oricon首週排名 | 備註 |
| - | ------------- | -------------- | -------------- | ---- |
| 1 | 2024年5月15日 | 《A》BEGINNING | 1位            |      |
| 2 | 2024年10月9日 | Gotta Be       | 1位            |      |
| 3 | 2025年6月18日 | Chameleon      | 1位            |      |

### 專輯
| # | 發售日        | 名稱  | 首週排名 | 備註 |
| - | ------------- | ----- | -------- | ---- |
| 1 | 2025年2月18日 | D.N.A | 1位      |      |

## 原創歌曲
- Firebird[10]（作詞・作曲：ヒゲドライバー）－JASRAC作品編號：244-4090-6
- 神様のバカヤロー（作詞：小島健、作曲：佐野晶哉）[10]－JASRAC作品編號：246-3812-9
- ボクブルース（作詞：小島健、作曲：佐野晶哉）[11]－JASRAC作品編號：249-4118-2
- アエテオドル（作詞、作曲：ヒゲドライバー）－JASRAC作品編號：250-8931-5
- PARTY AHOLIC（作詞：MINE、作曲：BJORNBERG JOAKIM CARL 、CHOKKAKU、TAKUYA HARADA）－JASRAC作品編號：1O2-9144-1
- Break Through[12]（作詞：RYOSUKE、作曲：RYO）－JASRAC作品編號：256-8312-8
- STRAY DOGS.（作詞、作曲：神山智洋）－JASRAC作品編號：256-8319-5
- スパイシーLOVE[13]（作詞：高木誠司、作曲：DR.DALMATIAN） - JASRAC作品編號：249-4120-4
- PRIDE[13]（作詞：川島亮祐、作曲：サクマリョウ） - JASRAC作品編號：268-9629-0
- Aッ!!!!!![14]（作詞・作曲：高木誠司） - JASRAC作品編號：275-2594-5
- 僕らAぇ! groupって言いますねん[15]（作詞：Aぇ! group 、作曲：佐野晶哉） - JASRAC作品編號：2276-6659-0

## 團體出演
單獨演唱會
- 僕らAぇ! groupって言いますねん（2019年4月13日－21日，東京グローブ座）[16][17][18]

- 僕らAぇ! groupって言いますねん 関西凱旋公演（2019年8月15日、16日，宇治市文化中心／8月22日－25日，泉佐野市立文化會館／8月28、29日，明石市立市民會館／9月4日－8日，ひこね市文化プラザ）
- Aぇ! group First Live Tour 2019〜ボクたちがやっちゃってAぇ!んですか?〜（2019年11月20日，京都會館／11月25日，奈良100年會館／12月2日－5日，ORIX Theater／12月10日，和歌山縣民文化會館／12月2日，神戸國際會館）

- Aぇ! group Zepp LIVE 2020 STARTING NOW 413（2020年9月2日－6日，Zepp Namba）[22]
- 西からAぇ! 風吹いてます！〜おてんと様も見てくれてますねん LIVE2022〜（2022年9月28日、29日，Pia Arena MM）
- Aッ!!!!!!と驚き全国ツアー2023（2024年3月15日 - 6月4日）
- Aッ倒的ファン大感謝祭in京セラドーム大阪 〜みんなホンマにありがとう〜（2024年3月16日、17日，大阪巨蛋）
- Aぇ! group Debut Tour 〜世界で1番AぇLIVE〜（2024年5月25日 - 8月18日）

聯合演唱會
- 關西小傑尼斯「SPRING SPECIAL SHOW 2019」（2019年3月5日－31日，大阪松竹座）[23]
- 小傑尼斯8.8慶典～從東京巨蛋啟程～（2019年8月8日，東京巨蛋）[24]
- 関ジュ 夢の関西アイランド 2020 in 京セラドーム大阪 〜遊びにおいでや！満足 100%〜（2020年1月11日－13日，大阪巨蛋）[25][26]
- Kansai Johnny's Jr. DREAM PAVILION STARTING NOW 413 -Are you ready?-（2020年11月14日－23日，ORIX Theater）[27]
- 關西小傑尼斯 あけおめコンサート2021〜関ジュがギューっと大集合〜（2021年1月3日－5日，大阪城音樂廳，網路直播）
- 關西小傑尼斯 Summer Special 2021（2021年7月30日 - 8月28日，大阪松竹座）
- 關西小傑尼斯. LIVE 2021-2022 THE BIGINNING〜狼煙〜（2021年12月23日・24日〔Lil かんさい・關西小傑尼斯〕，ORIX劇場 / 2022年1月2日 - 5日，大阪城音樂廳 / 1月9日 - 10日，名古屋市総合体育館〔合同公演〕）
- 關西小傑尼斯 DREAM LIVE 2022（2022年10月23日，大阪城西的丸庭園）
- WE ARE! Let's get the party STARTO!!（2024年4月10日，東京巨蛋 / 5月29日、30日，大阪巨蛋）

冠名節目
- まちけん参上!〜あなたの街のおもしろ検定〜（2019年4月14日－2020年3月24日，NHK大阪）[28]
- Aぇ! groupのAぇ! 関西プロジェクト（2019年9月8日，關西電視台）[29]
- なにわからAぇ! 風吹かせます!〜なにわイケメン学園×Aぇ! 男塾〜（2019年11月4日－2021年3月29日，關西電視台）[30]
  - なにわからAぇ! 未来＆新番組始めます宣言（2019年10月28日，關西電視台）[31]
- ドデスカ!（名古屋電視台）
  - 木曜コーナー「ハヤリモン!」（2019年12月26日－）[32]
  - 「Aぇ! groupの東海地方Aぇとこ入門！」（2020年10月19日－）[33][34]
  - 「ココえぇとこや〜ん」月1担当（2021年11月22日－）[35]
  - 木曜コーナー「この学校えぇとこや〜ん」（2023年4月－）
- THE GREATEST SHOW-NEN（2020年11月7日－2024年3月9日，ABC電視台）[36]

- 関西ジャニ博→Aぇ!!!!!!ゐこ（2021年4月17日－，每日放送）

- あっちこっち Aぇ!（2024年5月11日－，ABC電視台）
- Aぇ! groupのQ＆Aぇ!（2025年10月6日－，富士電視台）[38]

網路節目
- 小傑尼斯頻道（2021年1月5日－2024年4月9日，YouTube）－星期二
- Aぇ! group デビューまでのキセキ（2024年5月14日－6月5日，Netflix）
- Aぇ! group デビューツアーの裏側（2024年11月28日－12月19日，Netflix）

特別節目
- 第43屆 24小時電視 「愛心救地球」（2020年8月22日、23日，日本電視台）- 讀賣電視台Special Supporter[39]
- 第44屆 24小時電視 「愛心救地球」（2021年8月21日、22日，日本電視台）- 讀賣電視台Special Supporter[40]
- 第45屆 24小時電視 「愛心救地球」（2022年8月27日、28日，日本電視台） - 讀賣電視台Special Supporter[41]
- カミオト－上方音祭－（2022年5月28日，讀賣電視台）
- カミオト－上方音祭－（2023年6月17日，讀賣電視台）
- 第46屆 24小時電視 「愛心救地球」（2023年8月26日、27日，日本電視台） - 讀賣電視台Special Supporter

電台節目
- Aぇ! groupのオールナイトニッポンPremium（2021年6月20日、日本放送）
- Aぇ! groupのオールナイトニッポンPremium おまけ盤（2021年6月20日、日本放送）
- 関西ジャニーズJr. Aぇ! groupのMBSヤングタウン（2021年10月6日 - 、MBS電台）- 週三主持、每週2人替換演出

## 外部連結
- Aぇ! group （页面存档备份，存于） - STARTO ENTERTAINMENT
- Aぇ! group （页面存档备份，存于） - UNIVERSAL MUSIC JAPAN
- Ae! group的X（前Twitter）
- Ae! group的Instagram帳戶
- YouTube上的Ae! group頻道
- Ae! group的TikTok